# ليونا شالمرز
ليونا شالمرز (بالإنجليزية: Leona Chalmers)‏ هي كاتِبة ومخترِعة وممثلة أمريكية، ولدت في القرن العشرين.